# انخفاض تحت لساني
نقرة تحت لسانية (بالإنجليزية: sublingual fovea)‏ أو انخفاض تحت لساني (بالإنجليزية: sublingual fossa)‏ هي نقرة (حغرة صغيرة) في الفك السفلي توجد فيها الغدة تحت اللسانية.

## صور إضافية

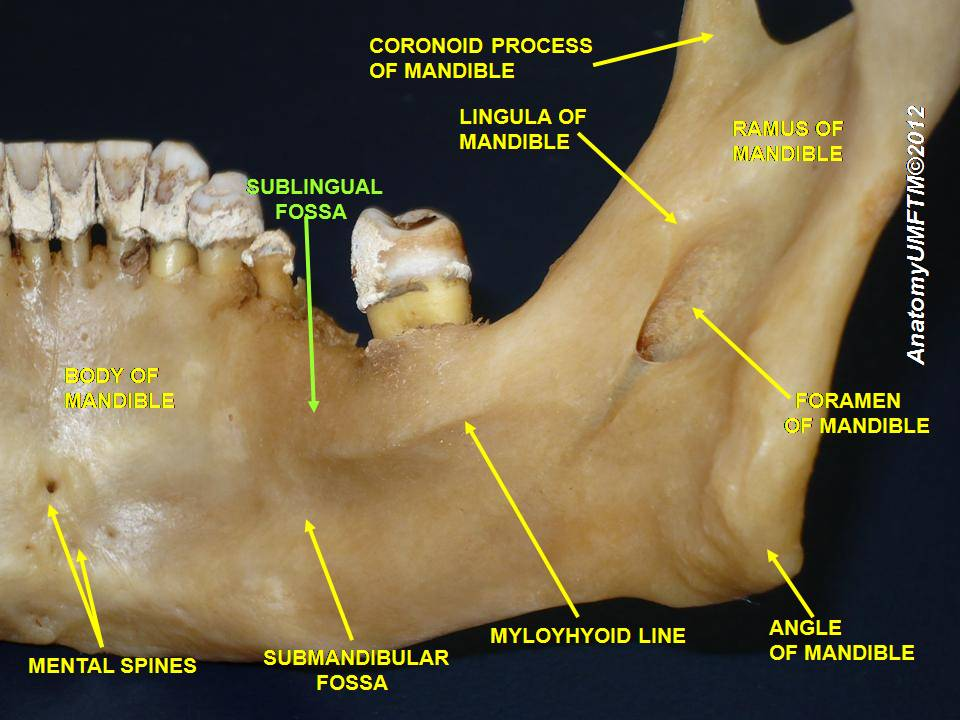
انخفاض تحت لساني

## روابط خارجية
- http://www.dartmouth.edu/~humananatomy/part_8/chapter_42.html
- http://www.dartmouth.edu/~humananatomy/figures/chapter_42/42-21.HTM
- http://zemlin.shs.uiuc.edu/Skull/slide-Pages/15.htm